# 紀宝町

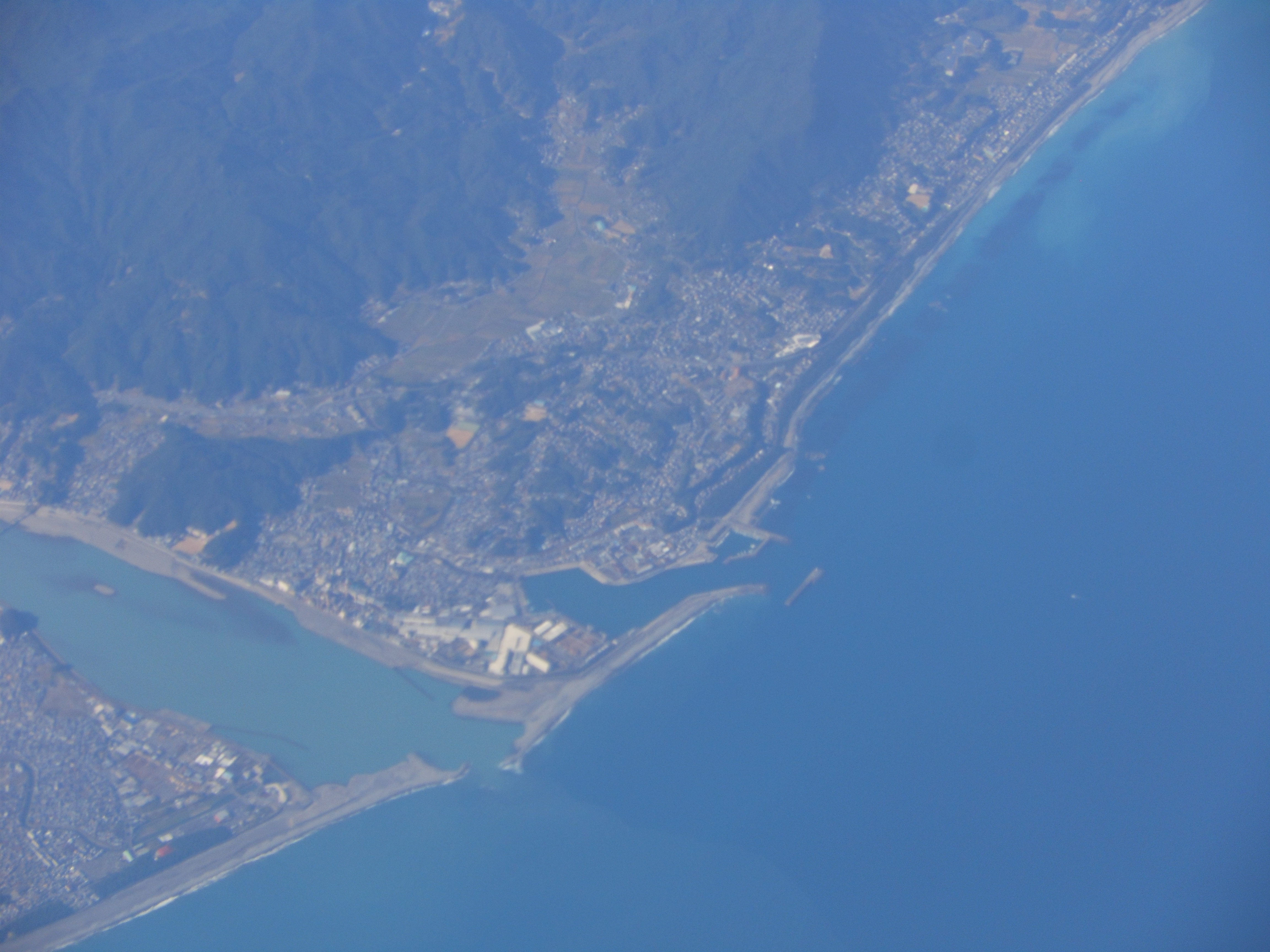
紀宝町鵜殿付近（2015年）

紀宝町（きほうちょう）は、三重県の最南端に位置する町。南牟婁郡に属しており、2006年（平成18年）1月10日に旧紀宝町と旧鵜殿村との合併により新たに誕生した。東紀州地域に含まれる。
熊野川を隔てて和歌山県の新宮市と隣接しており、新宮市のベッドタウンとして発展している。

## 地理
- 河川：熊野川
- 海域：熊野灘 - 今後発生が予想される南海トラフ巨大地震時には、町の海岸に最大9mの津波が到達することが予想されている[3]

### 地区
- 鵜殿（うどの）
- 井田（いだ）
- 神内（こうのうち）
- 成川（なるかわ）
- 鮒田（ふなだ）
- 高岡（たかおか）
- 北檜杖（きたひづえ）
- 瀬原（せばら）
- 浅里（あさり）
- 大里（おおざと）
- 井内（いない）
- 平尾井（ひらおい）
- 阪松原（さかまつばら）
- 桐原（きりばら）

### 隣接している自治体
- 三重県
  - 熊野市
  - 南牟婁郡御浜町
- 和歌山県
  - 新宮市

## 人口
| |                                        |  |
| 紀宝町と全国の年齢別人口分布（2005年） | 紀宝町の年齢・男女別人口分布（2005年） |  |
| ■紫色 ― 紀宝町 ■緑色 ― 日本全国 | ■青色 ― 男性 ■赤色 ― 女性              |  |
| 紀宝町（に相当する地域）の人口の推移 \| 1970年（昭和45年） \| 10,899人 \| \| \| 1975年（昭和50年） \| 11,314人 \| \| \| 1980年（昭和55年） \| 12,177人 \| \| \| 1985年（昭和60年） \| 12,783人 \| \| \| 1990年（平成2年） \| 12,919人 \| \| \| 1995年（平成7年） \| 12,921人 \| \| \| 2000年（平成12年） \| 12,824人 \| \| \| 2005年（平成17年） \| 12,648人 \| \| \| 2010年（平成22年） \| 11,896人 \| \| \| 2015年（平成27年） \| 11,207人 \| \| \| 2020年（令和2年） \| 10,321人 \| \| |                                        |  |
| 総務省統計局 国勢調査より |                                        |  |
| 1970年（昭和45年） | 10,899人                               |  |
| 1975年（昭和50年） | 11,314人                               |  |
| 1980年（昭和55年） | 12,177人                               |  |
| 1985年（昭和60年） | 12,783人                               |  |
| 1990年（平成2年） | 12,919人                               |  |
| 1995年（平成7年） | 12,921人                               |  |
| 2000年（平成12年） | 12,824人                               |  |
| 2005年（平成17年） | 12,648人                               |  |
| 2010年（平成22年） | 11,896人                               |  |
| 2015年（平成27年） | 11,207人                               |  |
| 2020年（令和2年） | 10,321人                               |  |

## 歴史

2006年以前の紀宝町旗

- 1954年（昭和29年）10月31日 - 井田村・御船村・相野谷村が合併して紀宝町が発足。
- 2006年（平成18年）1月10日 - 鵜殿村と合併し、改めて紀宝町が発足。これにより三重県から村が消滅した。町役場は旧鵜殿村役場を使用する。
- 2011年（平成23年）9月 - 紀伊半島豪雨（平成23年台風第12号）により、死者1名、行方不明者1名の被害を受けた。

## 行政
- 町長：西田 健
- 町議会：議員定数14名

※なお、衆議院議員選挙の選挙区は「三重県第4区」、三重県議会議員選挙の選挙区は「熊野市・南牟婁郡選挙区」（定数：2）となっている。

### 町の施設

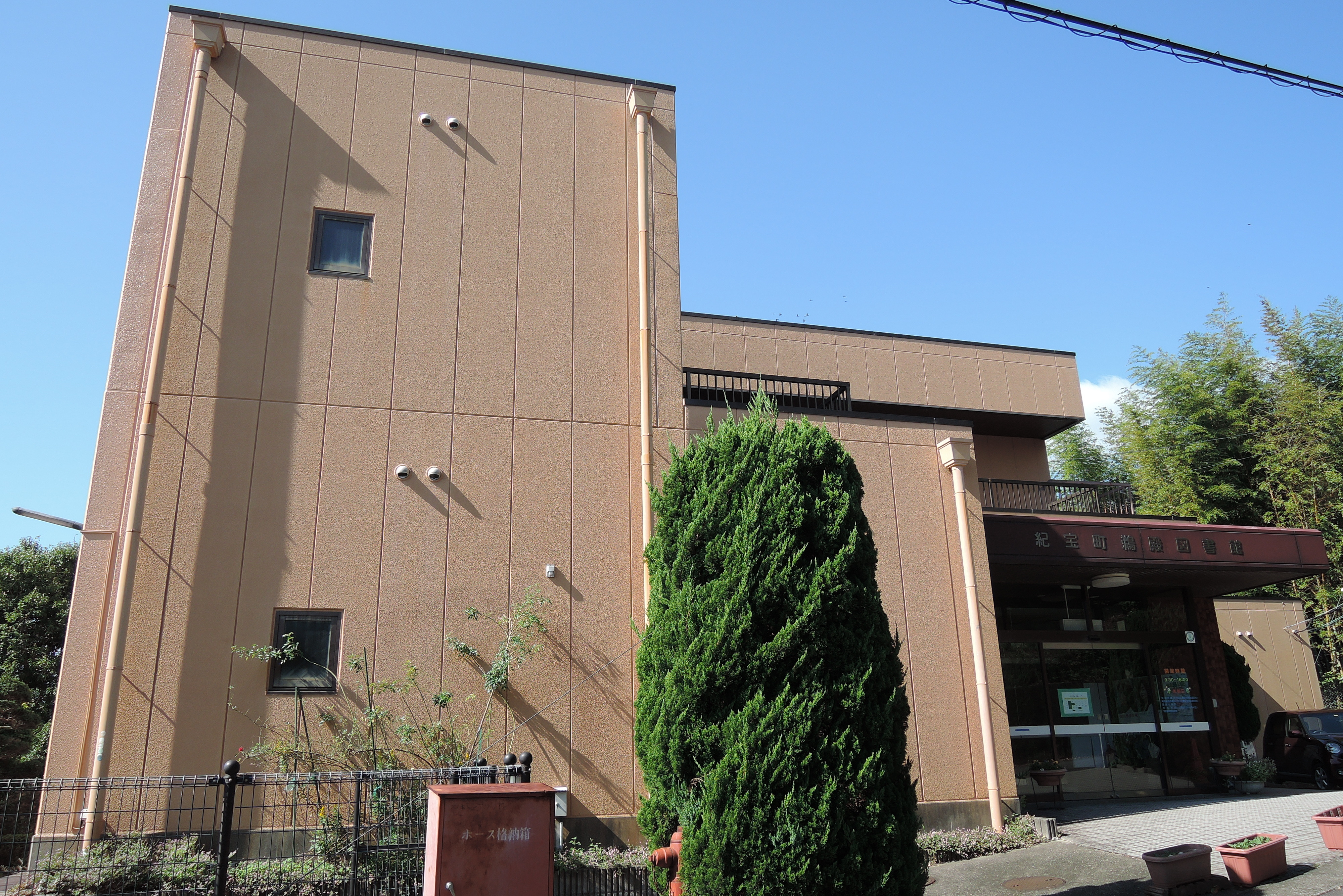
鵜殿図書館

- 紀宝町役場
- 井田公民館
- 鵜殿体育館
- 鵜殿図書館
- 鵜殿ふれあい会館
- ウミガメ資料館
- 大里多目的集会施設
- 相野谷診療所
- 上地多目的集会施設
- 給食センター
- 健康づくり推進課
- 神内福祉センター
- 高齢者生産活動センター
- 生涯学習センター
- 高岡避難所
- 田代体育館
- 地域包括支援センター
- 福祉センター
- ふるさと資料館
- ふるさと歴史館
- 保健センター
- 道の駅ウミガメ公園

## 施設

### 警察機関
- 紀宝警察署
- 紀宝警察署相野谷警察官駐在所
  - 成川交番

### 消防機関
- 熊野市消防署紀宝分署

## 日本郵政グループ
（2012年12月現在）
- 日本郵便株式会社
  - 鵜殿郵便局（鵜殿） - 集配局。★
  - 相野谷（おのだに）郵便局（大里）　★
  - 紀伊井田郵便局（井田）
  - 御船郵便局（成川）
  - 紀宝神内（こうのうち）簡易郵便局（神内）

※★印はゆうちょ銀行ATMのホリデーサービス実施局。
紀宝町内の郵便番号は「519-57xx」「519-58xx」（いずれも鵜殿郵便局の集配担当）である。

## 経済

### 産業

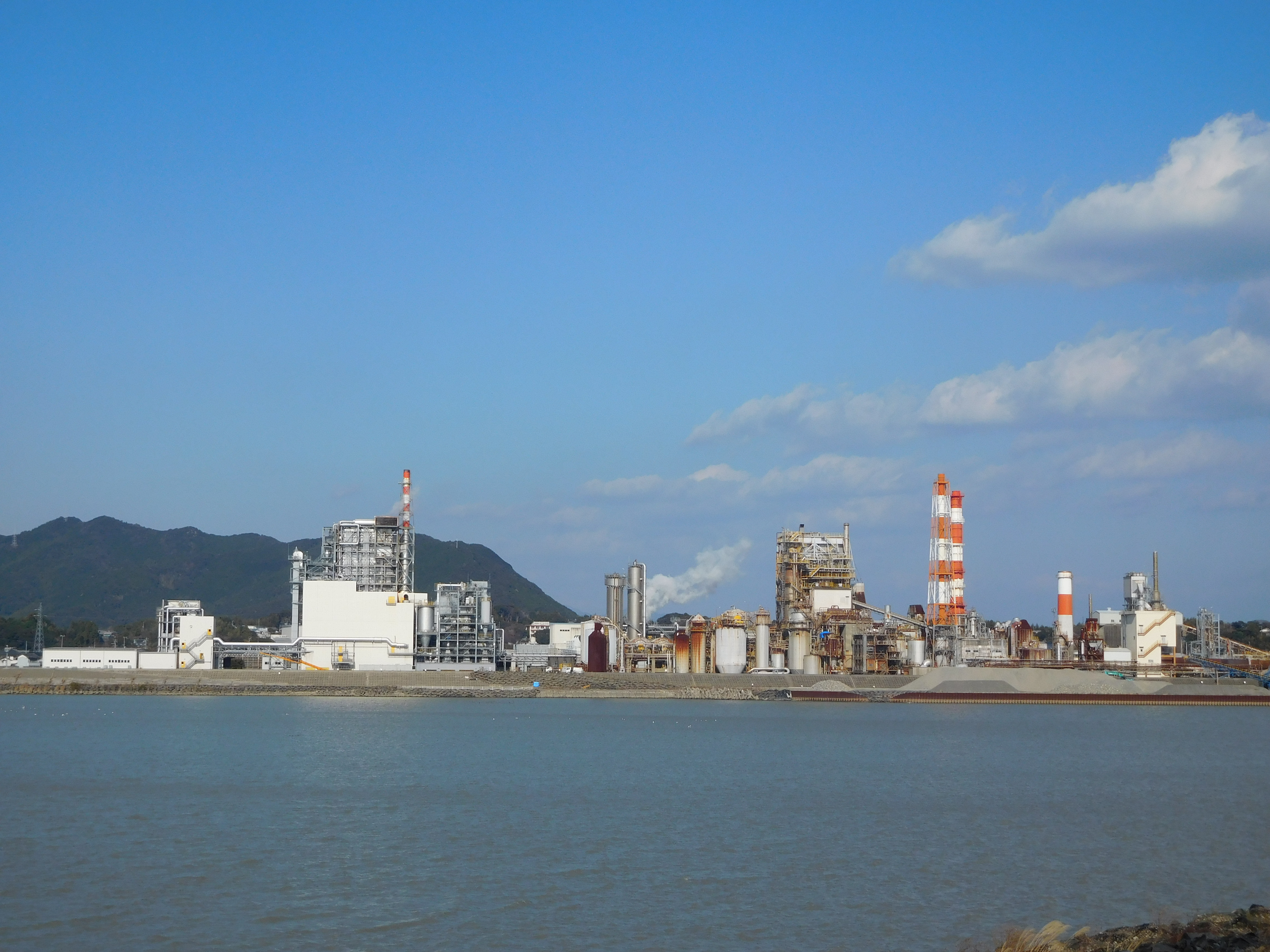
北越コーポレーション紀州工場

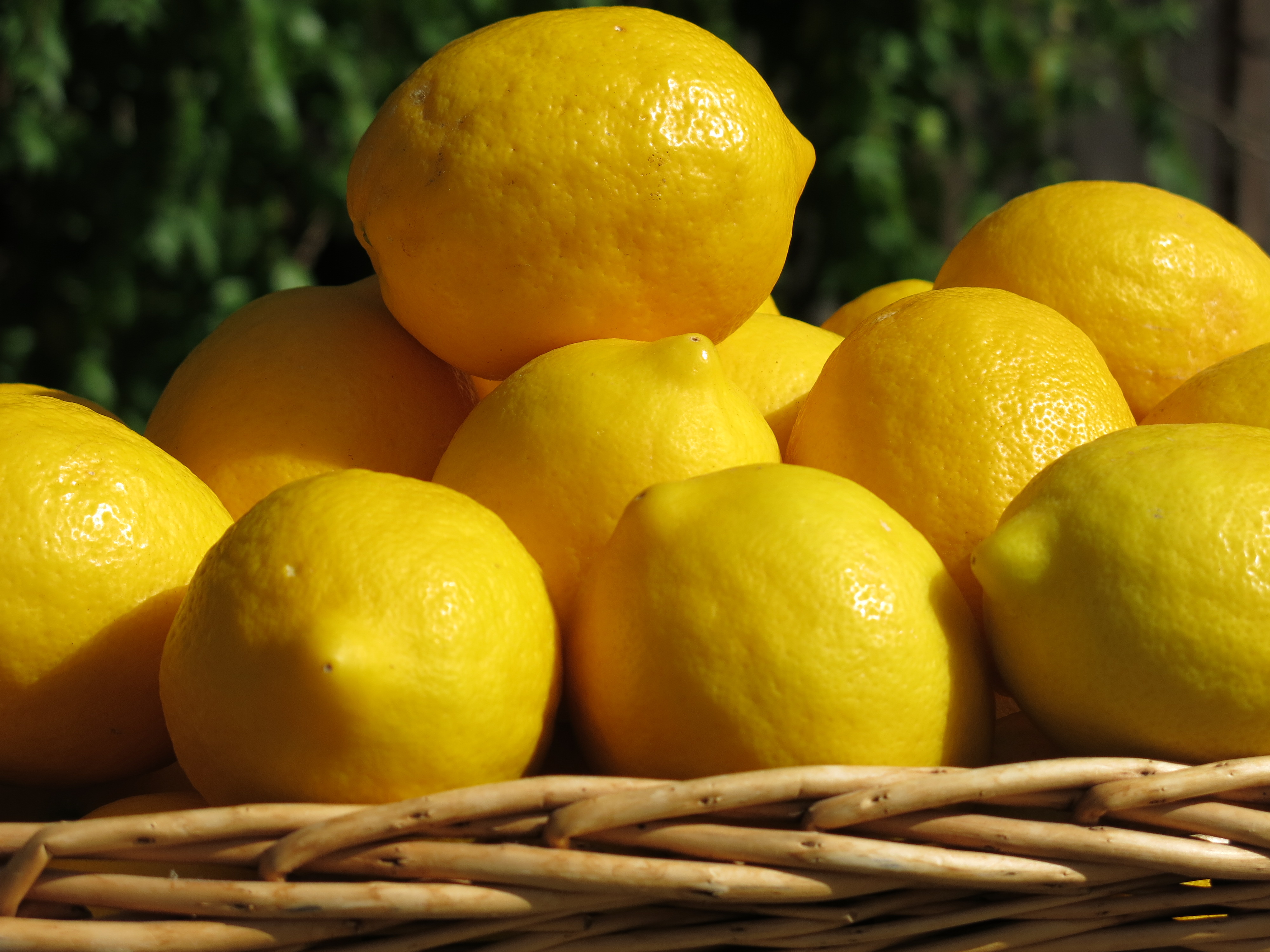
マイヤーレモン

- 鵜殿地区には、北越コーポレーション紀州工場が立地している。
- マイヤーレモンの日本国内における主要生産地域となっており、御浜町と合わせて国内生産量の9割を占める[6]。

### 電力
- 関西電力の供給エリアである。

## 教育

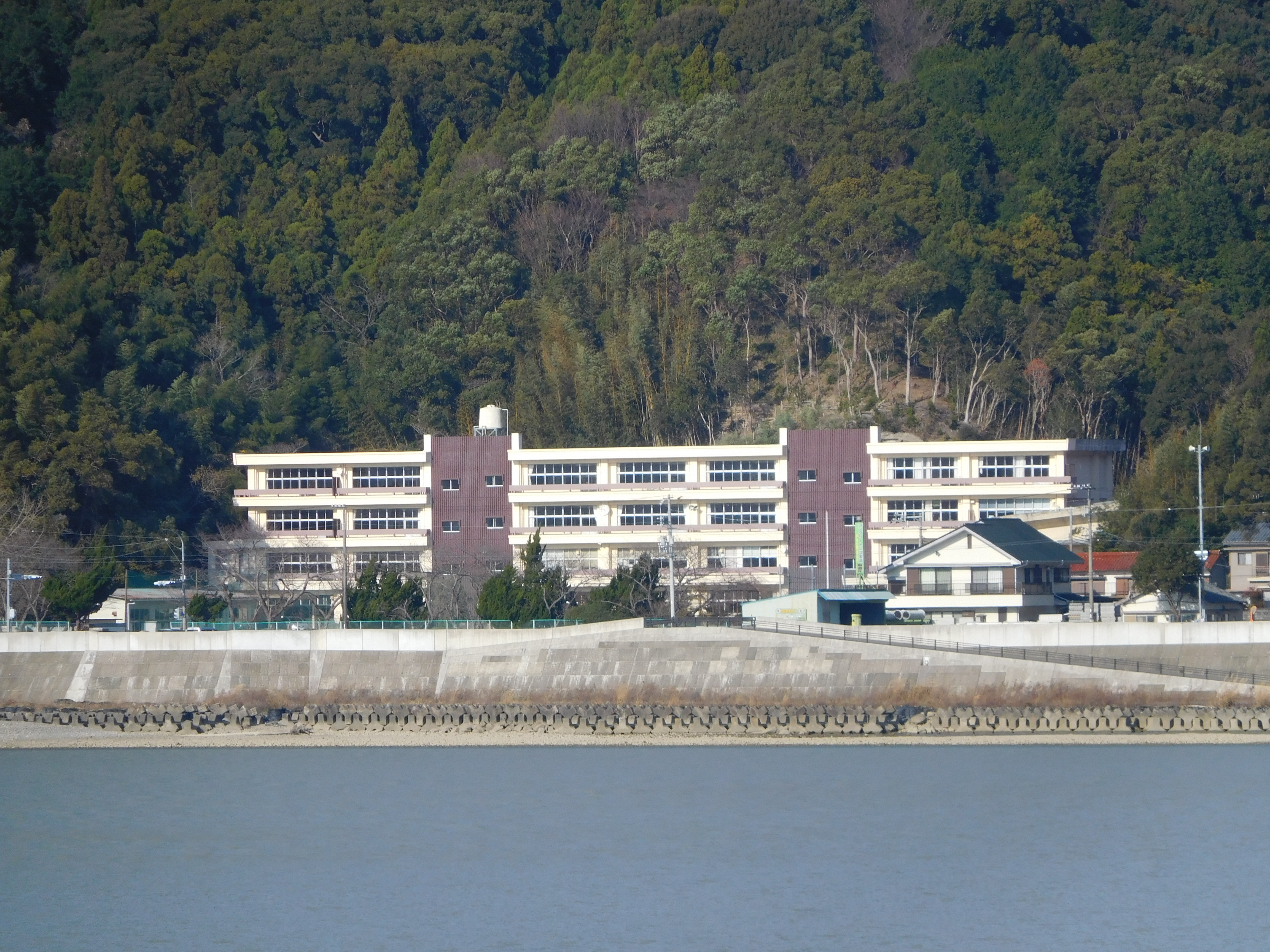
矢渕中学校

### 保育所
- 紀宝町立井田保育所
- 紀宝町立飯盛保育所
- 紀宝町立鵜殿保育所
- 紀宝町立相野谷保育所
- 紀宝町立成川保育所
- 紀宝町立鮒田保育所

### 幼稚園
- 紀宝町立うどの幼稚園

### 小学校
- 紀宝町立井田小学校
- 紀宝町立鵜殿小学校
- 紀宝町立相野谷小学校
- 紀宝町立神内小学校
- 紀宝町立成川小学校

### 中学校
- 紀宝町立相野谷中学校
- 紀宝町立矢渕中学校

## 交通

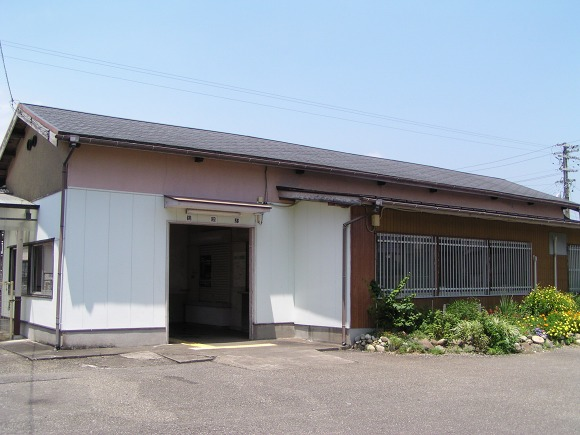
鵜殿駅

### 鉄道
- 東海旅客鉄道（JR東海）
  - 紀勢本線：（御浜町） - 紀伊井田駅 - 鵜殿駅 - （新宮市）

- 中心となる駅：鵜殿駅 - ここから北越紀州製紙の工場まで貨物線が延びていたが2013年に運行を終了した。
- 旧紀宝町役場は和歌山県新宮市の新宮駅からも近い。

### 路線バス

#### 高速バス
- 名古屋南紀高速バス： 名古屋（名鉄バスセンター） - 紀宝町・新宮駅 （三重交通）

#### 一般路線バス
- 三重交通
- 紀宝町町民バス

### 道路
一般国道
- 国道42号

都道府県道
- 三重県道35号紀宝川瀬線
- 三重県道141号鵜殿熊野線
- 三重県道740号小船紀宝線

自動車専用道
- 新宮紀宝道路

### 港湾
- 鵜殿港（地方港湾）

## メディア
- 紀宝町には、紀宝成川テレビ中継局と紀宝神ノ内テレビ中継局の2つのテレビ中継局があり、三重テレビ放送をはじめ、CBCテレビ・東海テレビ放送・名古屋テレビ放送・中京テレビ放送が供用で使用されている。また、大半の家庭で和歌山県新宮市にある新宮中継局から送信される地上デジタルとFM・AMラジオの電波が受信できる。
- 市外局番は熊野川の対岸にある和歌山県新宮市と同じ、0735（新宮MA）が使われている[7]。このため三重県に属するが、他の市町（市外局番が0567の桑名郡木曽岬町を除く）とは異なり上3桁は059にはなっていない[7]（熊野市紀和町の一部も同様）。
- 全国紙では朝日新聞、毎日新聞、産経新聞はそれぞれ大阪本社の管轄である。また、読売新聞は中部支社管轄であるものの、中部支社版と大阪本社版が併売されている。

## 名所・旧跡・観光スポット・祭事・催事
- ウミガメ公園（道の駅紀宝町ウミガメ公園）
- 大里親水公園 - 相野谷川を利用した大里自然プール
- 紀宝町田代公園
- 鵜殿城趾
- 烏止野神社
- 飛雪の滝
- 御船島 - 熊野速玉大社の境内地。熊野速玉祭にて早船の競漕が行われる。

## 地域

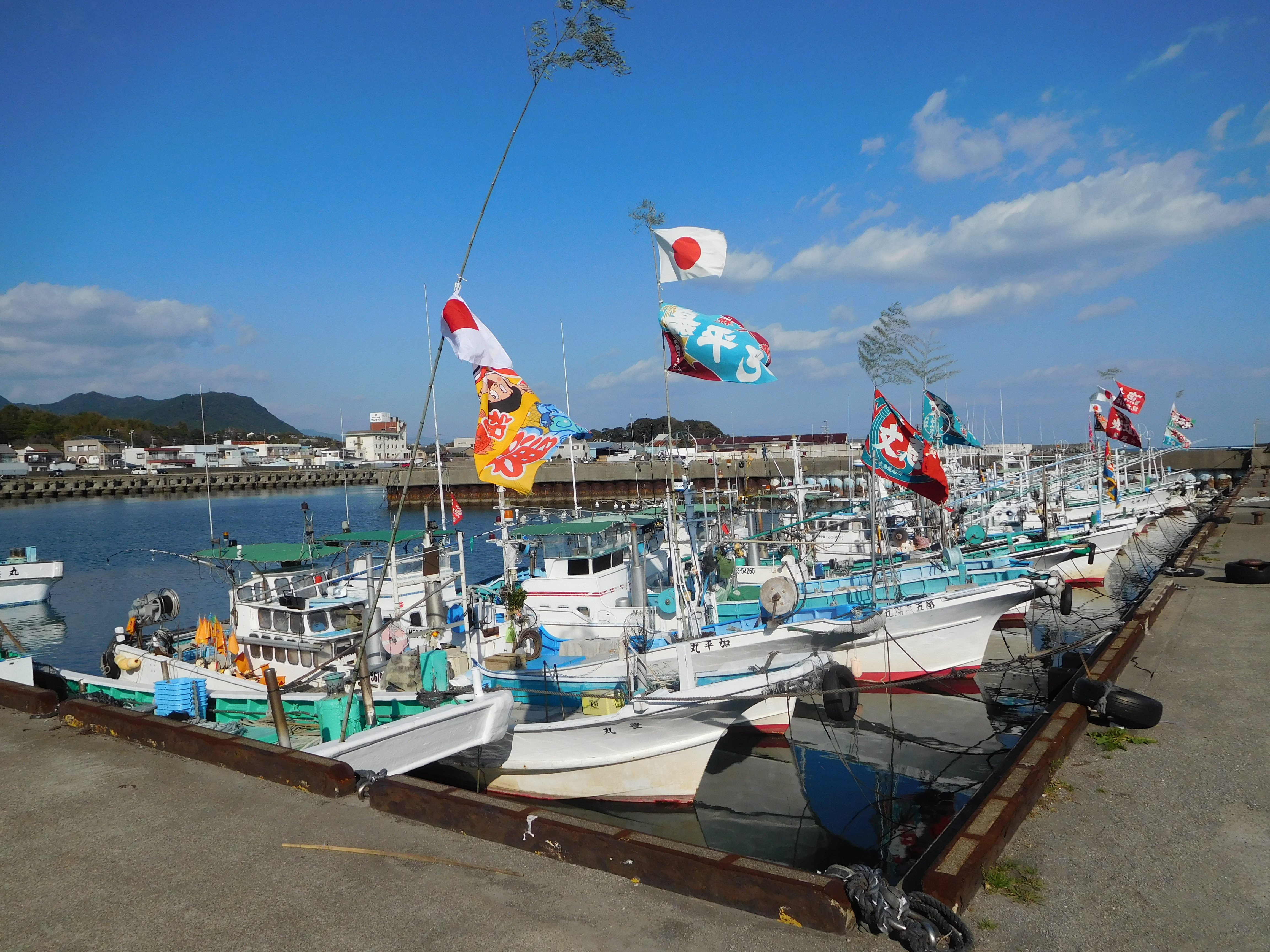
鵜殿港

### 世界遺産
- 紀伊山地の霊場と参詣道
  - 七里御浜、熊野川、御船島

### 寺院
- 熊野西国三十三箇所霊場
  - 円通寺  三重県南牟婁郡紀宝町平尾井42
  - 善応寺  三重県南牟婁郡紀宝町高岡505
  - 善光寺  三重県南牟婁郡紀宝町神内1458
  - 見松寺  三重県南牟婁郡紀宝町井田1529
  - 龍光寺  三重県南牟婁郡紀宝町成川619
  - 東正寺  三重県南牟婁郡紀宝町鵜殿686
  - 王竜院 (白滝不動明王)  三重県南牟婁郡紀宝町鵜殿2071-25
  - 大通寺   三重県南牟婁郡紀宝町鮒田1119

### 神社
- 烏止野神社
- 中村神社
- 神内神社（子安神社）
- 貴禰谷神社

## 出身者
- 萬波ユカ - モデル旧鵜殿村出身
- 山本真嗣 - 絵本作家旧鵜殿村出身
- 古畑種基 - 法医学者、東京大学名誉教授
- 高見澤安珠 - 陸上競技選手（3000mSC、松山大学）、リオデジャネイロオリンピック日本代表[8][9][10]
- 裏地美香 - ソフトテニス世界チャンピオン。1999世界ソフトテニス選手権代表 2000アジア選手権優勝
- 奥智香 - ソフトテニス選手　1998アジア競技大会代表
- 室谷哲也 - ソフトテニス選手　1999世界ソフトテニス選手権代表
- 高見昌宏 - プロ野球選手（捕手、読売ジャイアンツ）旧鵜殿村出身
- 鬼屋敷正人 - プロ野球選手（捕手、読売ジャイアンツ）[11]
- 竹原樸一 - 元衆議院議員　旧鵜殿村出身
- 東力 - 元衆議院議員　旧鵜殿村出身